# جاي راسيل (كاتب)
جاي راسيل (بالإنجليزية: Jay Russell)‏ هو كاتب أمريكي، ولد في 1961 في نيويورك في الولايات المتحدة.